# Сахгал, Наянтара
Наянтара Сахгал (хинди नयनतारा सहगल; род. 10 мая 1927, Праяградж) — индийская писательница, пишущая на английском языке. Член семьи Неру — Ганди. Дочь первого посла Индии в СССР Виджайи Лакшми Пандит и племянница Джавахарлала Неру.
Училась в колледже Уэллсли в США в 1943—1947 годах.
На литературную стезю вступила во второй половине 1950-х годов. Первый роман «Тюрьма и шоколадный торт» («Prison and chocolate cake», 1954) рассказывал о детстве и отрочестве писательницы. За ним последовали «Время быть счастливой» («A time to be happy», 1958) — об индийском национально-освободительном движении 1940-х годов, «От страха освобожденная» («From fear set free», 1962) — о жизни Индии после достижения независимости, «Это утреннее время» («This time of morning») — о жизни верхов индийского общества 1950—1960-х годов, «Шторм в Чандигархе» («Storm in Chandigarh», 1969) — о трагических событиях раздела Пенджаба в 1947 году.
Её роман «Rich Like Us» (1985) отмечен премией Литературной академии Индии за лучшую книгу на английском языке.